# ویلیام لویرون
ویلیام لویرون (انگلیسی: William Louiron؛ زادهٔ ۱۳ مارس ۱۹۷۸) بازیکن فوتبال اهل فرانسه است.
از باشگاه‌هایی که در آن بازی کرده‌است می‌توان به باشگاه فوتبال استاد رنس و باشگاه فوتبال آنژه اشاره کرد.